# Цісар Іван Никифорович
Цісар Іван Никифорович (*1923 — †6 квітня 1951) — старшина 3-ї стрілецької роти 1-го стрілецького батальйону 288-го гвардійського стрілецького полку 94-ї гвардійської стрілецької дивізії 26-го гвардійського стрілецького корпусу 5-ї ударної армії 1-го Білоруського фронту, гвардії старшина; повний кавалер Ордена Червоної Зірки.

## Біографія

### Ранні роки
Народився 1923 року в селі Дмитрашківка Піщанського району Вінницької округи (з 1932 року Вінницька область), в багатодітній родині колгоспника. Українець. Батько Цісар Никифір Леонтійович (*1888 — †1979), мати Цісар (Житкевич) Пелагея Ігнатівна (*1890 — †1978).
Закінчив 7-м класів місцевої школи, працював в артілі «Червона зірка». В липні 1941 року село Дмитрашківка було окуповане німецько-румунськими військами. Цісар І. Н. під час окупації працював біля землі. Надавав різноманітну допомогу партизанам.
Після звільнення в березні 1944 року села Дмитрашківка від німецько-румунських військ одразу був призваний Піщанським РВК до РСЧА.

### Служба в рядах РСЧА
Після призову, в березні 1944 року, був направлений для проходження служби до 94-ї гвардійської Червоного прапора Звенигородсько-Берлінської ордена Суворого ІІ ступеня стрілецької дивізії, в складі якої і дійшов до перемоги: березень — вересень 1944 року 2-й Український фронт а згодом 3-й Український фронт 53-тя армія 26-й гвардійський стрілецький корпус; жовтень — грудень 1944 року Резерв Ставки ВГК 5-та ударна армія 26-й гвардійський стрілецький корпус; січень — травень 1945 року 1-й Білоруський фронт 5-та ударна армія 26-й гвардійський стрілецький корпус. За час служби обіймав посади стрільця, командира відділення, старшини роти.
Під час злагодження підрозділів був помічений вищим командуванням дивізії, як зразковий і відважний солдат, за що й був назначений на посаду командира відділення, а згодом і старшини роти.
29 грудня 1944 року нагороджений медаллю «За бойові заслуги» за те, що його відділення під час бойової та політичної підготовки має відмінні показники в навчанні, а сам він постійно вдосконалює свої вміння та навички, користується великим авторитетом серед товаришів по зброї (наказ № 043/н).
14 січня 1945 року під час бою за село Грабув-Піліца (Польща) взяв особисто в полон 4-х нацистів, які надали цінні відомості про розташування вогневих засобів противника. За це 3 лютого гвардії сержант Цісар І. Н. нагороджений медаллю «За відвагу» (наказ № 08/н).
14 квітня 1945 року при прориві оборони противника зі своїм відділення перший ввірвався в траншеї противника, при цьому знищив три кулеметних гнізда та два міномети. Сам особисто із автомата та панцер-фауста знищив 12 німецьких вояків. За взірцеве виконання бойового завдання та проявлену при цьому доблесть та мужність 11 травня 1945 року нагороджений орденом «Червоної зірки» (наказ № 054/н).
Свій автограф гвардії старшина Цісар І. Н. залишив на руїнах Рейхстагу.
У 1947 році демобілізувався в званні старшина.

### Останні роки життя
Під час слідування додому тяжко захворів, тривале лікування результатів не давало, але Іван Никифорович бажав жити тому намагався перемогти хворобу різними методами, але на жаль хвороба перемогла молоду людину.
Помер 6 квітня 1951 року у 28-ми річному віці. Похований на Дмитрашківському сільському кладовищі. Залишилась дружина та син Федір.

## Нагороди
- Орден Червоної Зірки;
- Медаль «За відвагу»;
- Медаль «За бойові заслуги»;
- Медаль «За перемогу над Німеччиною у Великій Вітчизняній війні 1941—1945 рр.»;
- Медаль «За взяття Берліна»;
- Медаль «За визволення Варшави»;
- Знак «Гвардія».